# Cserénfa
Cserénfa é um município da Hungria, situado no condado de Somogy. Tem 17,75 km² de área e sua população em 2019 foi estimada em 221 habitantes.